# دیوید لمی
دیوید لَمی (به انگلیسی: David Lammy؛ زاده ۱۹ ژوئیه ۱۹۷۲) سیاستمدار و وکیل انگلیسی است که از ژوئیه ۲۰۲۴ وزیر امور خارجه و مشترک‌المنافع بریتانیا است. او که یکی از اعضای حزب کارگر است، از زمان انتخابات میان‌دوره‌ای تاتنهام در سال ۲۰۰۰، عضو پارلمان از (MP) تاتنهام بوده است.
لمی در زمان تونی بلر و گوردون براون وزیر بود که آخرین سمتش وزیر مشاور در امور دانشگاه‌ها در وزارت براون بود. او از سال ۲۰۲۰ تا ۲۰۲۱ به عنوان وزیر در سایه دادگستری خدمت کرد و از نوامبر ۲۰۲۱ به عنوان وزیر در سایه امور خارجه، کشورهای مشترک المنافع و توسعه در کابینه سایه کی یر استارمر خدمت کرده است.

## اوایل زندگی و شغل
دیوید لمی در ۱۹ ژوئیه ۱۹۷۲ در بیمارستان ویتینگتون در آرچ وی لندن از پدر و مادری گویانی به نام‌های دیوید و روزالیند لمی به دنیا آمد. پس از اینکه پدرش زمانی که لامی ۱۲ ساله بود خانواده را ترک کرد او و چهار خواهر و برادرش به تنهایی توسط مادرش بزرگ شدند. لمی در مورد اهمیت پدرها و نیاز به حمایت از آنها در تلاش برای حضور فعال در زندگی فرزندانشان صحبت کرده است. او ریاست گروه پارلمانی همه حزبی در مورد پدری را بر عهده دارد و در مورد این موضوع مطالبی نوشته است.

## دیدگاه‌های سیاسی

### سیاست خارجی
لامی مدافع سرسخت عضویت بریتانیا در اتحادیه اروپا است. در ۲۳ ژوئن ۲۰۱۸، او در راهپیمایی رای مردم در لندن به مناسبت دومین سالگرد همه‌پرسی خروج از اتحادیه اروپا حضور یافت. «رای مردم» یک گروه مبارزاتی بود که خواستار رأی‌گیری عمومی دربارهٔ توافق نهایی برگزیت بین بریتانیا و اتحادیه اروپا بود. در ۳۰ دسامبر ۲۰۲۰، او به توافق برگزیت که توسط دولت بوریس جانسون مذاکره شد رای داد.